# Robert Hibbert
Robert Hibbert (Giamaica, 25 ottobre 1769 – Londra, 23 settembre 1849) è stato un imprenditore e filantropo giamaicano, naturalizzato britannico.
Fu il fondatore dell'HIbbert Trust.

## Biografia
Terzo figlio del mercante giamaicano Johnny Hibbert, e di Janna, figlia di Samuel Gordon, nacque in Giamaica, sebbene egli dichiarasse di essere creolo. La madre morì poco tempo dopo la sua nascita.
Fra il 1784 ed il 1788 divenne l'allievo prediletto di Gilbert Wakefield, a Nottingham. Iscrittosi all'Emmanuel College di Cambridge, nel 1791 conseguì il Bachelor of Arts, e strinse una duratura amicizia con William Friends, ordinato nella Chiesa d'Inghilterra e poi convertitosi alla fede unitariana.

Quando Wakefield fu imprigionato nel 1800 a Dorchester con l'accusa di aver scritto e divulgato un pamphlet politico, sebbene non ancora benestante, Hilbert manifestò la sua "solidarietà", indirizzandogli la somma di 1.000 sterline dell'epoca.
Nel 1791, Hibbert si trasferì a Kingston, in Giamaica, come socio della Hibbert, Purrier e Horton, una compagnia mercantile da suo cugino Thomas (da non confondersi con il fratello maggiore del padre. Thomas). Un altro cugino, George Gilbert, figlio di un altro Robert Hilbert, fu uno dei dirigenti della West India Docks Company, società che si adoperò per la costruzione delle omonime darsene nelle Isle of Dogs di Londra.
Ritornato in Inghilterra intorno al 1803, Hibbert acquisì una proprietà terriera a East Hide (oggi chiamata Hyde), nei pressi di Luton, nel Bedfordshire.
In Giamaica nel frattempo aveva accumulato una considerevole fortuna, dopo aver acquistato nel 1791 due piantagioni di zucchero, entrambe situate nella Parrocchia di Hanover (in località George e Dundee).
Hibbert non si lasciò condizionare dalle argomentazioni di Frend sul fatto che l'impiego di schiavi fosse immorale. 

Oltre a provvedere al loro sostentamento materiale, inviò loro un missionario della Chiesa unitaria, Thomas Cooper, che morì il 25 ottobre 1880 all'età di 88 anni. Caldamente consigliato da Friend a Hibbert, Copper si trasferì nelle sue proprietà ad ottobre 1817 e per quattro anni tentò con scarso successo di migliorare la condizione morale e religiosa degli autoctoni che lavoravano per lui nelle piantagioni. Il rapporto finale di Cooper causò un'aspra polemica, quasi acrimoniosa, con Hibbert.
Dopo il 1825 la proprietà di Hibbert nell'isola perse rapidamente di valore e dieci anno dopo fu venduta in rimessa. Nel 1833 nel frattempo aveva ceduto la proprietà del Bedfordshire, per trasferirsi a Londra.
Il 23 settembre 1849 morì a Welbeck Street, e fu seppellito al cimitero di Kensal Green. Mentre viveva in Giamaica sposò Elizabeth, anch'essa della parrocchia di Kingston, figlia di John Nembhard, la quale venne a mancare il 15 febbraio 1853.

## Hibbert Trust
Il 19 luglio 1847 Berta sottoscrisse un atto, in virtù del quale versava ai fiduciari del fondo la somma di $50.000 dell'epoca, investiti in una quota del 6% delle azioni della Borsa dell'Ohio ed in azioni di società ferroviarie per un valore di 8.000 sterline.

Alla morte della vedova, i fiduciari del fondo avevano il compito di investire Il ritorno delle somme investite nel modo che ritenevano più consono alla diffusione della dottrina Cristiana nella sua forma più semplice ed intellegibile, ed alla promozione dell'esercizio senza ostacoli della libertà di coscienza in materia di religione.
Il Regolamento istitutivo del fondo prevedeva che i fiduciari dovessero sempre essere dei laici, e che fossero autorizzati a rivedere periodicamente le norme, con una cadenza di almeno una volta ogni 25 anni.

Il nome originario del trust era Anti-Trinitarian Fund ("fondo [della Chiesa] antitrinitaria"), creato con l'obbiettivo di incoraggiare l'apprendimento e la diffusione della cultura fra i cristiani eterodossi, tramite l'erogazione di borse di studio a studenti di teologia.  Hibbert era determinato ad insistere sul fatto che tutti i beneficiari del fondo dovessero essere eterodossi, avendo in mente di accrescere la popolarità della Chiesa Unitaria e l'influenza del suo ministero sull'opinione pubblica.
Oltre alle borse di studio per universitari e dottorandi, il cui numero e condizioni sono stabilite dai fiduciari del Trust di anno in anno, secondo la versione statutaria in vigore dal 1878 fino al 1887, il fondo finanziò anche un ciclo annuale di conferenze su argomenti a carattere teologico. La prima di queste fu tenuta dal professor Max Müller sulle religioni dell'India nel 1978. Negli anni '90 giunsero ad essere trasmesse dalla BBC
D, il Trust curò la pubblicazione del The Hibbert Journal (secondo titolo: A Quarterly Review of Religion, Theology and Philosophy), rivista trimestrale teologica in formato brossura.